# Srŏk Chhêb
Srŏk Chhêb är ett distrikt i Kambodja.   Det ligger i provinsen Preah Vihear, i den centrala delen av landet, 270 km norr om huvudstaden Phnom Penh. Antalet invånare är 12 450.